# Dictyna hamifera
Dictyna hamifera là một loài nhện trong họ Dictynidae.
Loài này thuộc chi Dictyna. Dictyna hamifera được Tord Tamerlan Teodor Thorell miêu tả năm 1872.